# Wijken en buurten in Enschede
De Nederlandse gemeente Enschede is voor statistische doeleinden onderverdeeld in wijken en buurten. De gemeente is verdeeld in de volgende statistische wijken:
- Wijk 00 Binnensingelgebied (CBS-wijkcode:015300)
- Wijk 01 Hogeland - Velve (CBS-wijkcode:015301)
- Wijk 02 Boswinkel - Stadsveld (CBS-wijkcode:015302)
- Wijk 03 Twekkelerveld - T.H.T. (CBS-wijkcode:015303)
- Wijk 04 Enschede-Noord (CBS-wijkcode:015304)
- Wijk 05 Ribbelt - Stokhorst (CBS-wijkcode:015305)
- Wijk 06 Enschede-Zuid (CBS-wijkcode:015306)
- Wijk 07 Bedrijfsterreinen Enschede-West (CBS-wijkcode:015307)
- Wijk 08 Glanerbrug en omgeving (CBS-wijkcode:015308)
- Wijk 09 Landelijk gebied en kernen (CBS-wijkcode:015309)

Een statistische wijk kan bestaan uit meerdere buurten. Onderstaande tabel geeft de buurtindeling met kentallen volgens het Centraal Bureau voor de Statistiek (2008), die 68 buurten opgesomd:
| CBS-buurtcode | Buurtnaam                 | Inwonertal | Opp. totaal (ha) | Opp. land (ha) | Ligging                |
| ------------- | ------------------------- | ---------- | ---------------- | -------------- | ---------------------- |
| BU01530000    | City                      | 2460       | 54               | 54             | Locatie in de gemeente |
| BU01530001    | Lasonder, Zeggelt         | 1250       | 29               | 29             | Locatie in de gemeente |
| BU01530002    | De Laares                 | 1390       | 30               | 30             | Locatie in de gemeente |
| BU01530003    | De Bothoven               | 5890       | 67               | 67             | Locatie in de gemeente |
| BU01530004    | Hogeland-Noord            | 2480       | 34               | 34             | Locatie in de gemeente |
| BU01530005    | Getfert                   | 3890       | 60               | 60             | Locatie in de gemeente |
| BU01530006    | Veldkamp-Getfert-West     | 1940       | 38               | 38             | Locatie in de gemeente |
| BU01530007    | Horstlanden-Stadsweide    | 2370       | 69               | 69             | Locatie in de gemeente |
| BU01530008    | Boddenkamp                | 490        | 46               | 46             | Locatie in de gemeente |
| BU01530100    | Velve-Lindenhof           | 4560       | 74               | 74             | Locatie in de gemeente |
| BU01530101    | Wooldrik                  | 1230       | 56               | 56             | Locatie in de gemeente |
| BU01530102    | Hogeland-Zuid             | 2350       | 38               | 38             | Locatie in de gemeente |
| BU01530103    | Varvik-Diekman            | 3550       | 162              | 162            | Locatie in de gemeente |
| BU01530104    | Sleutelkamp               | 170        | 49               | 49             | Locatie in de gemeente |
| BU01530105    | 't Weldink                | 30         | 37               | 36             | Locatie in de gemeente |
| BU01530106    | De Leuriks                | 100        | 40               | 40             | Locatie in de gemeente |
| BU01530200    | Cromhoffsbleek-Kotman     | 2240       | 72               | 70             | Locatie in de gemeente |
| BU01530201    | Boswinkel-De Braker       | 3970       | 59               | 59             | Locatie in de gemeente |
| BU01530202    | Pathmos                   | 2080       | 25               | 25             | Locatie in de gemeente |
| BU01530203    | Stevenfenne               | 4630       | 57               | 57             | Locatie in de gemeente |
| BU01530204    | Stadsveld-Zuid            | 1800       | 30               | 30             | Locatie in de gemeente |
| BU01530205    | Elferink-Heuwkamp         | 2760       | 64               | 64             | Locatie in de gemeente |
| BU01530206    | Stadsveld-Noord-Bruggert  | 2080       | 33               | 33             | Locatie in de gemeente |
| BU01530207    | 't Zwering                | 2050       | 64               | 64             | Locatie in de gemeente |
| BU01530208    | Ruwenbos                  | 1620       | 48               | 47             | Locatie in de gemeente |
| BU01530300    | Tubantia-Toekomst         | 4960       | 114              | 114            | Locatie in de gemeente |
| BU01530301    | Twekkelerveld             | 4080       | 84               | 84             | Locatie in de gemeente |
| BU01530400    | Walhof-Roessingh          | 2410       | 78               | 78             | Locatie in de gemeente |
| BU01530401    | Bolhaar                   | 1670       | 155              | 155            | Locatie in de gemeente |
| BU01530402    | Roombeek-Roomveldje       | 3530       | 71               | 71             | Locatie in de gemeente |
| BU01530403    | Mekkelholt                | 2150       | 41               | 41             | Locatie in de gemeente |
| BU01530404    | Deppenbroek               | 4600       | 70               | 70             | Locatie in de gemeente |
| BU01530405    | Voortman-Amelink          | 1200       | 97               | 97             | Locatie in de gemeente |
| BU01530406    | Drienerveld-U.T.          | 2620       | 270              | 268            | Locatie in de gemeente |
| BU01530500    | Schreurserve              | 2410       | 46               | 46             | Locatie in de gemeente |
| BU01530501    | Ribbelt-Ribbelerbrink     | 1920       | 29               | 29             | Locatie in de gemeente |
| BU01530502    | Park Stokhorst            | 3470       | 62               | 62             | Locatie in de gemeente |
| BU01530503    | Stokhorst                 | 990        | 91               | 91             | Locatie in de gemeente |
| BU01530600    | Stroinkslanden Noord-Oost | 3540       | 85               | 85             | Locatie in de gemeente |
| BU01530601    | Stroinkslanden-Zuid       | 4960       | 87               | 84             | Locatie in de gemeente |
| BU01530602    | Stroinkslanden Noord-West | 2360       | 54               | 50             | Locatie in de gemeente |
| BU01530603    | Wesselerbrink Noord-Oost  | 3950       | 93               | 90             | Locatie in de gemeente |
| BU01530604    | Wesselerbrink Zuid-Oost   | 4550       | 56               | 56             | Locatie in de gemeente |
| BU01530605    | Wesselerbrink Zuid-West   | 2520       | 74               | 70             | Locatie in de gemeente |
| BU01530606    | Wesselerbrink Noord-West  | 5510       | 111              | 110            | Locatie in de gemeente |
| BU01530607    | Helmerhoek-Noord          | 4010       | 99               | 97             | Locatie in de gemeente |
| BU01530608    | Helmerhoek-Zuid           | 4290       | 53               | 53             | Locatie in de gemeente |
| BU01530700    | Industrie- en havengebied | 250        | 241              | 217            | Locatie in de gemeente |
| BU01530701    | Marssteden                | 70         | 149              | 147            | Locatie in de gemeente |
| BU01530702    | Koekoeksbeekhoek          | 0          | 44               | 40             | Locatie in de gemeente |
| BU01530703    | De Broeierd               | 10         | 156              | 150            | Locatie in de gemeente |
| BU01530800    | Glanerveld                | 1070       | 85               | 85             | Locatie in de gemeente |
| BU01530801    | Bentveld-Bultserve        | 3120       | 90               | 90             | Locatie in de gemeente |
| BU01530802    | Schipholt-Glanermaten     | 2320       | 42               | 42             | Locatie in de gemeente |
| BU01530803    | Eekmaat                   | 3380       | 66               | 66             | Locatie in de gemeente |
| BU01530804    | Oikos                     | 2870       | 43               | 43             | Locatie in de gemeente |
| BU01530806    | De Slank                  | 170        | 62               | 62             | Locatie in de gemeente |
| BU01530807    | Dolphia                   | 590        | 58               | 58             | Locatie in de gemeente |
| BU01530808    | Eekmaat West              | 3220       | 81               | 81             | Locatie in de gemeente |
| BU01530900    | Dorp Lonneker             | 1770       | 90               | 90             | Locatie in de gemeente |
| BU01530901    | Dorp Boekelo              | 2050       | 168              | 168            | Locatie in de gemeente |
| BU01530902    | Buurtschap Lonneker-West  | 1190       | 3034             | 2981           | Locatie in de gemeente |
| BU01530903    | Noord Esmarke             | 350        | 879              | 879            | Locatie in de gemeente |
| BU01530904    | Buurtschap Zuid-Esmarke   | 340        | 537              | 537            | Locatie in de gemeente |
| BU01530905    | Buurtschap Broekheurne    | 1470       | 2700             | 2663           | Locatie in de gemeente |
| BU01530906    | Buurtschap Usselo         | 280        | 408              | 408            | Locatie in de gemeente |
| BU01530907    | Boekelerveld              | 910        | 1401             | 1371           | Locatie in de gemeente |
| BU01530908    | Buurtschap Twekkelo       | 240        | 688              | 684            | Locatie in de gemeente |